# Harvesse
Harvesse is een plaats in de Duitse gemeente Wendeburg, deelstaat Nedersaksen, en telt 405 inwoners (2007).